# Ташизам
Ташизам (француски tache- мрља) који је настао 1950. године у École de Paris истовремено са америчким апстрактним експресионизмом односно акционим сликарством. Овај правац је близак енформелу и често се употребљава и за означавање овог правца.
Ташизам је уметнички правац који је настао у првим годинама после Другог светског рата. Назив је добио од Француског tache што значи мрља и термин је увео критичар Феликс Фенеона 1889. ради обележавања уметности импресионизма а касније је употебљаван од Морица Дениса за опис фовистичких дела а употреба у данашњем смислу се приписује критичару Пиер Гогену. 
Одбацујући свесно обликовање и подстакнути аутоматизмом уметници ташизма наносе боју у мрљама или пругама не само уобичајним сликањем већ и капањем и прскањем. Значајни представници били су између осталих Ханс Хартунг, Волс, Анри Мишо и Жорж Матје. Под појмом ташизам често се подразумева лирска апстракција.